# Rainer Stuhlmann
Rainer Stuhlmann (* 1945 in Wuppertal) ist ein deutscher evangelischer Theologe, ehemaliger Studienleiter in Nes Ammim und war vom Sommer 2019 bis zum 1. August 2020 kommissarischer evangelischer Propst zu Jerusalem.

## Leben
Stuhlmann studierte Evangelische Theologie in Wuppertal, Göttingen, Tübingen und Bonn, war wissenschaftlicher Mitarbeiter in Wuppertal und Bonn und promovierte mit einer von Joachim Jeremias angeregten neutestamentlichen Arbeit bei Wolfgang Schrage. Stuhlmann war zunächst Gemeindepfarrer in Wuppertal und dann viele Jahre Pfarrer in Sankt Augustin, davon zehn Jahre als Superintendent. Zeitweilig war er Mitglied der Kirchenleitung der Evangelischen Kirche im Rheinland. Bis zum offiziellen Ruhestand wirkte er als Schulreferent in Köln. Stuhlmann hatte Lehraufträge für Neues Testament in Bochum und Köln inne. Er publizierte zahlreiche Predigtmeditationen, Essays und Artikel zu biblischer und praktischer Theologie.
Als Ruheständler wirkte Stuhlmann von 2011 bis 2016 als Studienleiter im interreligiösen Dorf Nes Ammim im Norden Israels. Hier präzisierte er seinen politischen Standpunkt:

„‚Zwischen den Stühlen‘ fühlte ich mich von Anfang an in Israel und Palästina. Das heißt nicht, dass ich zu beiden Seiten gleichen Abstand halte. Ich bin nicht neutral. Das kann ich nicht sein, denn ich bin als Europäer, als Deutscher und als Christ längst Teil der Konflikte. Ich bin ein Freund von Jüdinnen und Juden und von Palästinenserinnen und Palästinensern, ein Freund Israels und Palästinas. Ich bemühe mich um eine ‚doppelte Solidarität‘. Und darum stehe ich in bestimmten Situationen des Konfliktes an der Seite von Palästinensern zum Ärger der unbeweglichen ‚Freunde Israels‘. Und in anderen Situationen ergreife ich die Partei von Juden zum Ärger der unbeweglichen ‚Freunde Palästinas‘. Ich bin hin und her gerissen und versuche, die Freundschaft zu den einen nicht zur Feindschaft gegen die anderen werden zu lassen. Das ist ziemlich unbequem, aber für mich die einzig mögliche Haltung, in diesem Lande als Christ und Deutscher zu leben.“

Stuhlmann geriet 2018 in eine öffentliche Kontroverse, als seine Landeskirche eine „Gottesdienst-Hilfe“ zum 70. Gründungsjubiläum des Staates Israel herausgab. Darin würdigte Stuhlmann den jüdischen Staat als etwas Besonderes:

„Er ist einmalig – in mehr als einer Hinsicht. Er ist der einzige Staat dieser Erde, in der die Mehrheit jüdisch ist und sie deshalb auch ungehindert jüdisch leben kann. Israel ist der einzige Staat dieser Erde, der von allem Anfang an als Zuflucht für Menschen aus aller Welt errichtet wurde, die verfolgt wurden, nur weil sie jüdisch sind. Israel ist der einzige Staat, dessen Existenzrecht von Anfang an bestritten wurde [...] Wir sehen ‚die Errichtung des Staates Israel als Zeichen der Treue Gottes zu seinem Volk‘. Nicht mehr als ein Zeichen, wie wir auch individuelle Bewahrungen als Zeichen der Treue Gottes verstehen“

Für Kritik sorgten aber nur Stuhlmanns Aussagen, in denen er auf die Palästinenser einging: „Was für Juden ein Grund zum Feiern ist, das ist für andere ein Grund zur Trauer. Den einen hat die Staatsgründung Schutz, Sicherheit, Gerechtigkeit und Freiheit gebracht, den anderen Vertreibung, Zerstörung, Zwang und Unrecht.“ Der Journalist Ulrich W. Sahm urteilte über diesen Aufsatz: „Die Argumente Stuhlmanns stammen aus dem klassischen Repertoire palästinensischer Propaganda zur Delegitimierung Israels und der Juden.“ Die rheinische „Gottesdienst-Hilfe“ mit dem Text Stuhlmanns in der Interpretation Ulrich Sahms hatte weitreichende Folgen. Der Landesverband der Jüdischen Gemeinden von Nordrhein sagte daraufhin im April 2018 die bereits geplante Reise mit der rheinischen Kirchenleitung ab. Als Grund gab der Vorstandsvorsitzende des Landesverbandes, Oded Horowitz, besagten Text von Stuhlmann an: „Die darin geäußerte Verunglimpfung des Staates Israel als brutale Besatzungsmacht und die Unterschlagung historischer Fakten sind für uns nicht hinnehmbar. Zur 70. Jubiläumsfeier der Gründung des Staates Israel auf die Lebenslage der palästinensischen Bevölkerung als direktes Resultat der Staatsgründung Israels zu verweisen, stellt das Existenzrecht Israels in Frage und hinterlässt einen faden Beigeschmack antizionistischer Stereotype.“ Der Chefredakteur der Westdeutschen Zeitung, Uli Tückmantel, sprach sogar von „einseitigen Schuldzuweisungen gegen Israel im Propaganda-Stil der Fatah und der Hamas“.
Manfred Rekowski, der Präses der rheinischen Landeskirche, verteidigte Stuhlmann und erklärte gegenüber der Rheinischen Post: „Für uns ist wichtig, auch die Seite der Palästinenser zu betrachten. Wir stehen da zwischen den Stühlen, und das ist schwer, aber an dieser Stelle dürfen wir es uns nicht einfach machen.“
Als man den bisherigen evangelischen Propst zu Jerusalem, Wolfgang Schmidt, im Sommer 2019 zum Oberkirchenrat für „Bildung und Erziehung in Schule und Gemeinde“ in der badischen Landeskirche berief, wurde Stuhlmann aufgrund seiner reichhaltigen Erfahrungen zum kommissarischen Propst ernannt. Dieses Amt hatte er inne, bis nach dem Abschluss des üblichen Bewerbungs- und Berufungsverfahrens  der frühere Direktor und theologische Vorstand der Berliner Stadtmission, Pfarrer Joachim Lenz zum 1. August 2020 als neuer Propst den Posten angetreten hat. Ulrich Sahm kritisierte sehr deutlich die Ernennung Stuhlmanns, da dieser in seinen Augen einen einseitig israelkritischen, propalästinensischen Standpunkt habe.

## Veröffentlichungen
- Das eschatologische Maß im Neuen Testament (= Forschungen zur Religion und Literatur des Alten und Neuen Testaments 132). Göttingen 1983. (Dissertation Bonn)
- Kindertaufe statt Säuglingstaufe. Ein Plädoyer für den Taufaufschub. In: Pastoraltheologie 80 (1991), S. 184–204.
- Zwischen den Stühlen. Alltagsnotizen eines Christen in Israel und Palästina. Neukirchen-Vluyn 2015. ISBN 978-3761561799
- 70 Jahre Staat Israel – ein Datum im christlichen Kalender? In: Fachgruppe Christen und Juden der Ev. Kirche im Rheinland (Hrsg.): 70 Jahre Staat Israel. Gottesdienst-Arbeitshilfe. Düsseldorf (2018), S. 4–7.